# Tommyknocker
Tommyknocker (rodno ime Tomasso Marra) je poznati talijanski Hardcore Techno producent i DJ.
Tommyknocker je započeo s djelovanjem kada je počeo nastupati u nekim "podzemnim" zabavama organiziranima u Rimu. Od 1995. do 1997. je surađivao s "Virus staff" Freddy K-a, i nastanjeni je DJ nekih diskoteka poput "06" i poslije "Oxygen" (prvi rimski hardcore klub).
1998. godine, Tommyknocker je počeo producirati svoje pjesme i 1999. je objavljeno njegovo prvo izdanje "The Realm". Tommyknocker je počeo svirati na međunarodnim događajima kao što je "Street parade 2000" u Zürichu. Tommyknockerovo sljedeće album izdanje mu je poboljšalo popularnost u hardcore sceni. Tommyknocker će uvijek reći kako ima jedinstveno nastupanje govoreći: "Kada se okrenem, pokušavajući dati istu energiju koju dobivam iz ove glazbe izravno za publiku, ponekda se prviše zanesem tijekom mojih setova tako što počnem plesati! Moj glazbeni izbor je raznolik, ja pokušavam miješati sve hardcore stilove koji su se razvijali 10 godina. Radije bih razbijao kickove, iskrivljene melodije i agresivne vokale koji čine razliku."
2000. stvorio je hardcore grupu T-Factor s dvojicom izvođača: Impulse Factoryjem i Erick-S.X.om. U trgovinama se pojavio njihov E.P. How Many More Out There?. Zahvaljujući tome, stekao je još više popularnosti diljem svijeta. Putovao je Kanadom, Nizozemskom, Švicarskom i Njemačkom gdje je nastupao na događajima: Megarave, Streetparade & Energy, Goliath, Army of Hardcore i Masters of Hardcore.
Tommyknocker i dan danas stvara glazbu glazbu. Kao važan dio Traxtorma, njegov glavni posao se sastoji od miksanja remixeva i novih pjesama. 2009. nastavlja planirati nova izdanja uključujući  E.P. i ostale vinilne ploče uz suradnji s ostalim glazbenicima iz Traxtorma kao što su The Stunned Guys.

## Vanjske poveznice
- Tommyknocker - službena stranica  Arhivirana inačica izvorne stranice od 23. svibnja 2010. (Wayback Machine)
- Tommyknocker - diskografija